# شهرداری همدان
شهرداری همدان یک سازمان عمومی غیردولتی است که مسئولیت اداره شهر همدان را بر عهده دارد. بالاترین مقام اجرایی این سازمان شهردار همدان است که توسط شورای شهر همدان انتخاب می‌گردد. شهرداری همدان در میدان آرامگاه بوعلی در مرکز شهر همدان قرار دارد.

## تاریخچه
بلدیه به مفهوم شهرداری در ایران سازمانی نسبتاً جدید است و سابقهٔ آن به عهد ناصرالدین‌شاه قاجار می‌رسد. صورت عملی تأسیس و قانونی شدن شهرداری از دستاوردهای انقلاب مشروطه ایران (۱۳۲۴ هـ. ق) بوده است.
می‌توان گفت که حکومت مشروطه ایران در همدان تقریباً چند ماهی قبل از صدور فرمان آن در ایران به یمن وجود حکمران عارف و آزادی‌خواهی چون علی‌خان ظهیرالدوله در این شهر استقرار یافت. وی پیش از آن که اسمی از مجلس شورای ملی در ایران باشد در شهر همدان مجلس فواید عمومی همدان را بنیاد گذاشت که حکم پارلمان شهری بود و بعدها انجمن ولایتی نام گرفت.
یکی از فواید این مجلس و اموری که به آنها توجه می‌کرد ترتیب اداره بلدیه همدان بود.
در دوره استبداد صغیر ۱۳۲۶ تا ۱۳۲۷ این مجلس از هم پاشید و حتی ساختمان آن که در محوطه آرامگاه بوعلی بود، تخریب شد. پس از تشکیل اردوی ملی مجاهدان در همدان و خلع محمدعلی‌شاه از سلطنت انجمن ولایتی تدریجاً فعالیت خود را از سر گرفت و مجاهدان و آزادی‌خواهان ترتیب امور بلدی را وجه همت قرار دادند. بنابر بعضی از قرائن شهر همدان از اواسط سال ۱۳۲۷ هـ. ق دفتری به نام بلدیه داشته و رئیس آن نیز عنایت‌الملک همدانی بوده است.

## سازمان‌ها
- سازمان ساماندهی مشاغل شهری و فراورده‌های کشاورزی
- سازمان فناوری اطلاعات و ارتباطات
- سازمان سرمایه‌گذاری و مشارکت‌های مردمی
- سازمان آتش‌نشانی و خدمات ایمنی
- سازمان عمران و بازآفرینی فضاهای شهری
- سازمان فرهنگی، اجتماعی و ورزشی
- سازمان سیما، منظر و فضای سبز شهری
- سازمان مدیریت حمل‌ونقل بار و مسافر
- سازمان مدیریت پسماند
- سازمان مدیریت مهندسی شبکه حمل‌ونقل[۲]